# 錢世敍
錢世敍，浙江省紹興府上虞縣人，清朝政治人物。进士出身。
咸豐十年（1860年），登进士，授龍溪縣知縣。